# Plano cenital

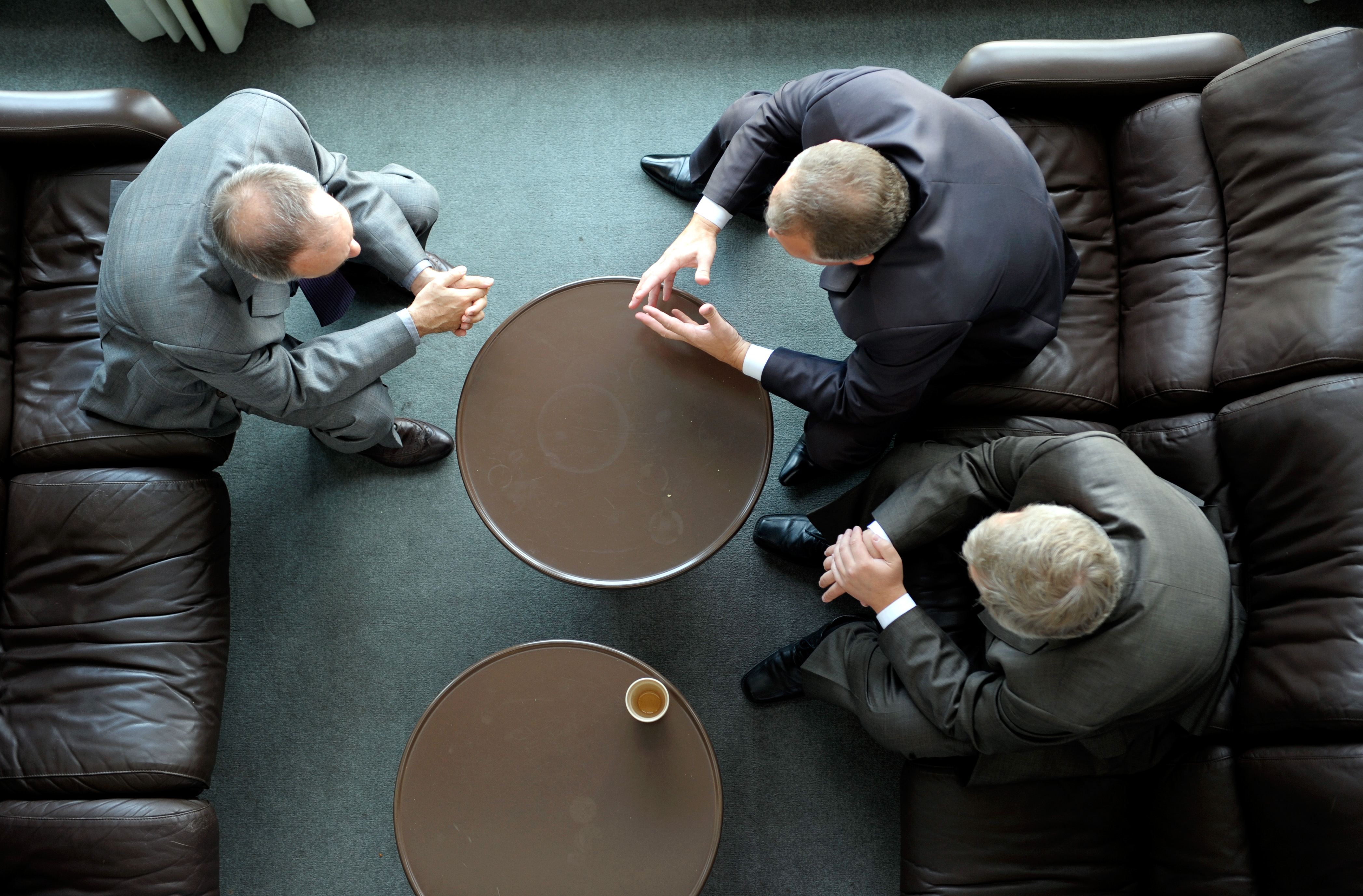
Plano cenital.

Un plano cenital es un plano cinematográfico en que el eje óptico es perpendicular al suelo. O, dicho de otro modo, aquel en que el plano focal (zona sensible de la cámara donde se forma la imagen) es paralelo al suelo, y la imagen obtenida ofrece un campo de visión orientado de arriba abajo. El término proviene del cénit, el ´término de la astronomía que describe la ubicación más alta del Sol con respecto al horizonte.
El plano cenital posee un gran sentido narrativo y descriptivo, pues concede al observador un punto de vista desde las alturas, dejando ver todo lo que está dispuesto en la escena, pasando a ser por tanto el plano preferido para cubrir grandes espacios con mucha acción, como una batalla o para introducir al espectador el lugar donde tendrá lugar la escena.
Muchas veces es referido como un punto de vista "neutral" o "divino", pues la visión desde arriba transmite la sensación de superioridad, vigilancia y sometimiento, y puede causar en algunos casos la sensación de angustia y vulnerabilidad. El plano cenital se emplea muchas veces para exponer una situación en el que el personaje no tiene escapatoria.
El plano cenital difiere del plano aéreo en la posición de la cámara con respecto a la acción. El plano cenital posee un ángulo de 90° con respecto al suelo donde está tomando lugar la escena, como si de la vista de un pájaro se tratase. Un plano aéreo, sin embargo, se correspondería al tomado por un satélite o avión.
Es este ángulo de visión la razón por la que al plano cenital se le conoce también por el término “bird’s eye view”.
El plano cenital puede emplearse en muchos ámbitos artísticos: tanto en la televisión, la dirección cinematográfica, los videojuegos y la fotografía.

## El plano cenital en el cine
Los planos cenitales no son fáciles de conseguir debido a que muchas veces requieren de un equipamiento especializado que puede estar limitado por la localización o escenario.
Adicionalmente, como los planos desde el techo transmiten al espectador una perspectiva fuera de lo común, se corre el riesgo de sacar a la audiencia fuera de la película.
Es por eso que los planos cenitales no son planos muy recurrentes en las películas. Su empleo suele ir fuertemente ligado a un mensaje u emoción que el director quiera dar al público.

### El plano cenital para transmitir acción
En la película estadounidense del 2002 Minority Report, dirigida por Steven Spielberg y con Tom Cruise como protagonista, Spielberg decide emplear el plano cenital para captar una escena de huida del personaje principal.
A pesar de que Spielberg emplea este plano en varias escenas de acción de la película, cabe destacar la escena en la que el director optó por dar dinamismo a la escena de huida con los jet packs con un plano cenital que muestra al personaje de Tom Cruise huir por una tubería de tela que se va prendiendo en fuego a medida que el personaje ascienden por ella.

### El plano cenital para transmitir poder
Al igual que pasa con los ángulos picado y contrapicado, el plano cenital está fuertemente ligado a una posesión de poder, de dominio.
Un claro ejemplo de este plano para suscitar esta sensación es en la película American Psycho, del 2000, dirigida por Mary Harron y protagonizada por Christian Bale.
En la escena famosa en el que la directora empleó un plano cenital, se puede observar a un Patrick Bateman (Christian Bale) intentando dejar caer una motosierra sobre una mujer que está escapando por las escaleras. 
La escena, además de transmitir desconcierto por la forma en el que se pueden observar las escaleras, deja ver en escena a ambos, Patrick, en una posición de superioridad, más cerca de la cámara y con un arma letal en la mano y la mujer, más lejana en la escena, escapando del primero.

### El plano cenital para transmitir un punto de vista del personaje
La conocida escena del Silencio de los corderos, película de 1991 dirigida por Jonathan Demme con Anthony Hopkins interpretando el papel principal.
En la escena del “It puts the lotion on its skin, or else it gets the hose again” en la que se ve a un hombre (Buffalo Bill) forzando a una mujer encerrada en una especie de pozo a ponerse loción en la piel, el director decidió usar un plano cenital a modo de POV (Point of view). Es decir, el director usó una perspectiva desde el techo para mostrar al espectador lo que en ese momento estaría viendo el personaje principal de la escena (de ahí surge el “point of view”: punto de vista en inglés).
La perspectiva tan forzada dotada por el plano cenital no fue usada solamente una vez en la escena. Al contrario, el director Jonathan Demme usó múltiples planos y perspectivas desde el techo para dar diversas tomas de la perspectiva de Buffalo Bill.

### El plano cenital para transmitir angustia
Juego de Tronos es el mejor ejemplo de serie que ha utilizado el plano cenital para transmitir el sentimiento de angustia que los planos cenitales suelen causar.
En ambas escenas, podemos ver a una muchedumbre acorralar, por un lado a Daenerys (interpretado por Emilia Clarke) y por otro a Jon Snow (Kit Harington).
Una escena tan emotiva como puede ser la de Jon Snow, en medio de una marabunta de guerreros, atrapado y sin poder escabullirse, es fácilmente solucionado con un gran plano cenital que recoge la escena. Gracias a este punto de vista de la situación, el espectador puede vislumbrar, como si fuera un dios observando desde el cielo, la situación tan difícil en la que el personaje está metido a la vez de sentir la angustia y frustración que debe sentir.

## El plano cenital en los videojuegos
Son gran variedad de juegos los que emplean el plano cenital a la hora de juego.
En estos juegos, se obtiene una visión total de todo lo que está teniendo lugar en el plano horizontal, donde se encuentra el jugador.
Con esta clase de plano, el desplazamiento suele estar limitado a un sentido horizontal o vertical de la pantalla.
Según la restricción de movimiento que el plano cenital somete al jugador para moverse por la pantalla, podemos dividir los tipos de juegos con este plano en
- Sin restricciones: Todo juego en el que el jugador se puede mover por toda a pantalla o gran parte de ella libremente. Ejemplos: Aero Fighters (saga), 19XX (saga)
- Restringido a un área: El jugador solo tiene libertad por una parte de la pantalla. Ejemplos: Centipede, Change Air Blade
- Solo un eje: El movimiento es a lo largo del eje horizontal. Ejemplo: Galaxian, Space Invaders

Según la posibilidad de rotación se pueden dividir en:
- Posibilidad de rotación: El movimiento se puede cambiar hacia los laterales, atrás o en diagonal. Ejemplos: Commando
- Sin posibilidad de rotación: Ejemplos: Twin Bee, Moon Cresta

Según el área de movimiento que permite el juego:
- Área constante: El área de juego (en cada fase) es la misma, aunque el fondo se desplace
- Desplazamiento automático: El movimiento por el área de juego es automática.
- Desplazamiento manual: El movimiento por el área de juego es libre a la decisión del jugador.

Además de los juegos ya mencionados en la lista anterior, se pueden destacar más juegos que han empleado este tipo de plano como:
- Grand Theft Auto
- Grand Theft Auto 2
- Inca Ball
- Zuma
- Luxor
- Pac-Man
- Hotline Miami
- Top Eleven Football Manager
- HearthStone: Heroes of Warcraft
- Command and Conquer: Red Alert

## Equipos necesarios para los planos cenitales
Los planos cenitales se pueden obtener con varios tipos de equipos de cámaras: una grúa en caso de tener un presupuesto elevado o un brazo de cámara si el presupuesto es más bajo.
Aunque el tamaño y escala del equipo puede diferir, los términos "grúa" y "brazo de cámara" se pueden usar indistintamente. Ambos equipos utilizan un brazo giratorio para extender la cámara hacia afuera, lo que permite que la cámara se mueva hacia arriba, hacia abajo, hacia la izquierda o hacia la derecha en grandes movimientos.

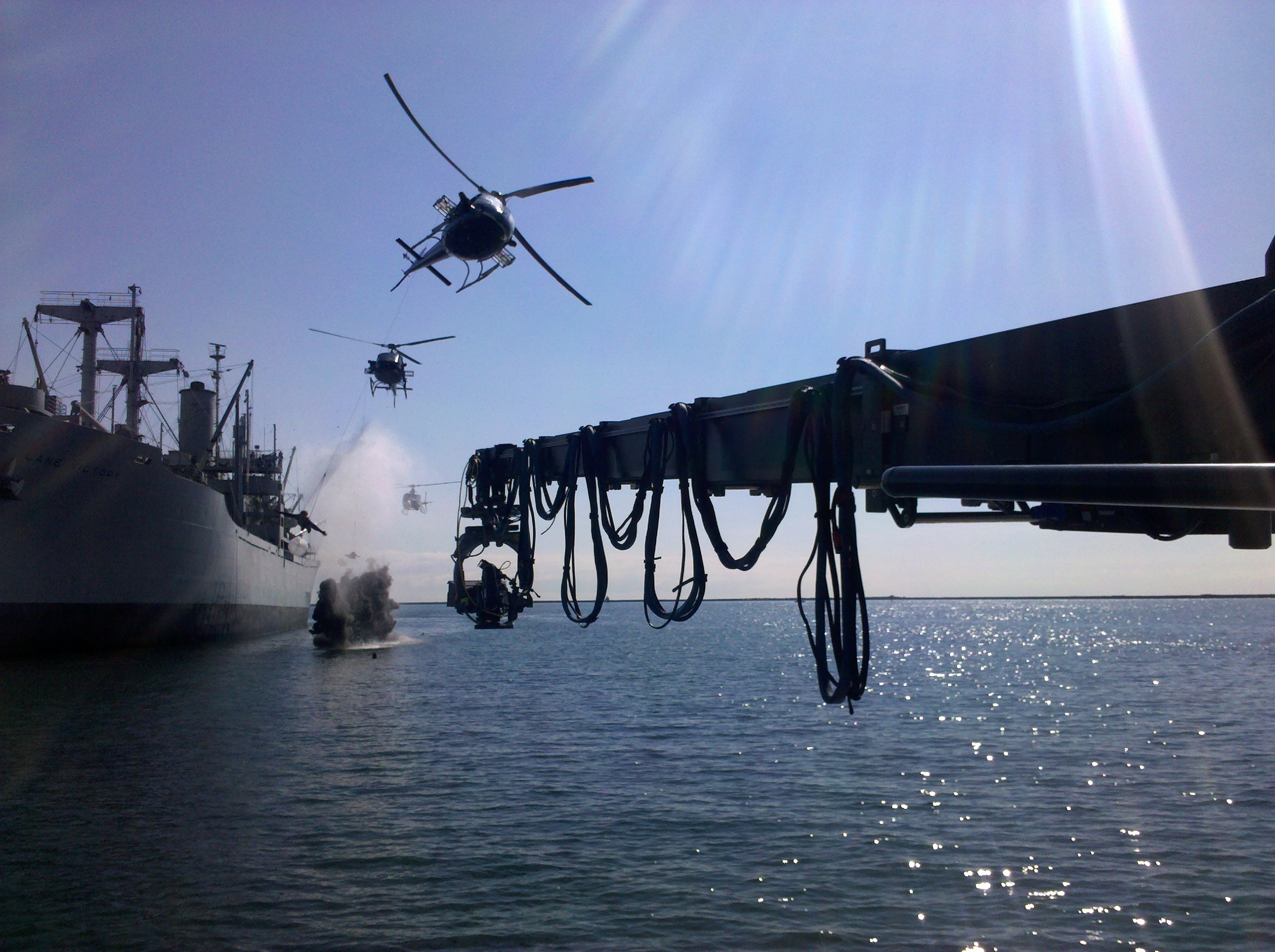
Ejemplo de grúa de cámara o camera crane

Las tomas de grúa pueden crear movimientos amplios y suaves que han dado como resultado algunas de las tomas más icónicas de todos los tiempos. Elevan inmediatamente el valor de producción y el espectáculo de una escena. Las grúas pueden ser increíblemente caras, pero hay varios brazos de cámara que ofrecen una opción asequible para todos los cineastas.